# Dipoena chickeringi
Dipoena chickeringi là một loài nhện trong họ Theridiidae.
Loài này thuộc chi Dipoena. Dipoena chickeringi được Herbert Walter Levi miêu tả năm 1953.